# Torneo de Brisbane 2013
El Brisbane International 2013 fue un torneo de tenis de categoría ATP 250 en su rama masculina y WTA Premier en la femenina. Como antesala del Australian Open, este campeonato sobre cancha dura y al aire libre se disputó en el Queensland Tennis Centre de Brisbane (Australia) entre el 31 de diciembre de 2012 y el 6 de enero de 2013 en los cuadros principales masculinos y femeninos, aunque la fase de clasificación empezó a jugarse desde el 29 de diciembre de 2012.

## Cabezas de serie

### Individuales masculinos
| Tenista             | Ranking | Preclasificado |
| Andy Murray         | 3       | 1              |
| Milos Raonic        | 13      | 2              |
| Gilles Simon        | 16      | 3              |
| Alexandr Dolgopolov | 18      | 4              |
| Kei Nishikori       | 19      | 5              |
| Florian Mayer       | 28      | 6              |
| Jürgen Melzer       | 29      | 7              |
| Martin Klizan       | 30      | 8              |

### Dobles masculinos
| Tenista                           | Ranking | Preclasificada |
| Eric Butorac Paul Hanley          | 77      | 1              |
| Colin Fleming Jamie Murray        | 102     | 2              |
| Juan Sebastián Cabal Robert Farah | 110     | 3              |
| Mijaíl Yelguin Denis Istomin      | 116     | 4              |

### Individuales femeninos
| Tenista            | Ranking | Preclasificada |
| Victoria Azarenka  | 1       | 1              |
| María Sharápova    | 2       | 2              |
| Serena Williams    | 3       | 3              |
| Angelique Kerber   | 5       | 4              |
| Sara Errani        | 6       | 5              |
| Petra Kvitova      | 8       | 6              |
| Samantha Stosur    | 9       | 7              |
| Caroline Wozniacki | 10      | 8              |

### Dobles femeninos
| Tenista                            | Ranking | Preclasificada |
| Sara Errani Roberta Vinci          | 3       | 1              |
| Liezel Huber María José Martínez   | 23      | 2              |
| Raquel Kops-Jones Abigail Spears   | 27      | 3              |
| Anna-Lena Groenefeld Kveta Peschke | 35      | 4              |

## Campeones

### Individuales masculinos
Andy Murray venció a  Grigor Dimitrov  7-6(7-0) 6-4

### Individuales femeninos
Serena Williams venció a  Anastasiya Pavliuchenkova por 6-2 6-1

### Dobles masculinos
Marcelo Melo /  Tommy Robredo vencieron a  Eric Butorac /  Paul Hanley por 4-6, 6-1, [10-5]

### Dobles femenino
Bethanie Mattek-Sands /  Sania Mirza vencieron a  Anna-Lena Groenefeld /  Kveta Peschke por 4–6, 6–4, [10–7]